# Jeanelle Griesel
Jeanelle Griesel (* 28. Februar 1997) ist eine ehemalige südafrikanische Sprinterin, die sich auf die 400-Meter-Distanz spezialisiert hat. Mit der südafrikanischen 4-mal-400-Meter-Staffel wurde sie 2016 in Durban Afrikameisterin.

## Sportliche Laufbahn
Erste internationale Erfahrungen sammelte Jeanelle Griesel im Jahr 2016, als sie bei den Afrikameisterschaften in Durban mit 54,37 s im Halbfinale über 400 Meter ausschied und mit der südafrikanischen 4-mal-400-Meter-Staffel in 3:28,49 min gemeinsam mit Wenda Nel, Justine Palframan und Caster Semenya die Goldmedaille gewann und damit einen neuen Meisterschafts- und Landesrekord aufstellte. Anschließend schied sie bei den U20-Weltmeisterschaften in Bydgoszcz mit 53,68 s im Semifinale über 400 Meter aus und verpasste mit der 4-mal-100-Meter-Staffel mit 45,98 s den Finaleinzug. 2021 beendete sie dann ihre aktive sportliche Karriere im Alter von 24 Jahren.
In den Jahren 2015 und 2016 wurde Griesel südafrikanische Meisterin in der 4-mal-400-Meter-Staffel.

## Persönliche Bestzeiten
- 400 Meter: 53,38 s, 18. April 2015 in Stellenbosch